# كأس الكؤوس الأوروبية 1968–69
كأس الكؤوس الأوروبية 1968–69 هو الموسم 9 من  كأس الكؤوس الأوروبية. الذي يشرف على تنظيمه الاتحاد الأوروبي لكرة القدم، وكان عدد الأندية المشاركة فيه  32، وفاز فيه نادي سلوفان براتيسلافا.

## نتائج الموسم
| المركز | فريق                   | لعب | ف | ت | خ | له | عليه | ف.أ | نقاط | ملاحظة |
| ------ | ---------------------- | --- | - | - | - | -- | ---- | --- | ---- | ------ |
|        | نادي سلوفان براتيسلافا |     |   |   |   |    |      |     |      |        |